# Moeraskruiskruid
Het moeraskruiskruid (Jacobaea paludosa, basioniem: Senecio paludosus) is een vaste plant uit de composietenfamilie (Asteraceae). De soort komt van nature voor in West-Siberië en Midden- en Oost-Europa.
De plant wordt 60–180 cm hoog. De grijsachtig groene, kantige, stijve, holle stengel staat rechtop. De lijnvormige tot langwerpige en lang toegespitste, 8–14 cm lange bladeren zijn van achteren meestal grijs-viltig behaard en hebben een gezaagde bladrand. De onderste bladeren zijn gesteeld en de stengelbladeren zijn halfstengelomvattend. De bladeren zijn naar boven gericht.
De plant bloeit van juni tot en met augustus met gele, 3–4 cm grote bloemen en zitten met tien tot dertig bij elkaar in een schermachtige pluim. Het hoofdje heeft tien tot twintig lintbloemen. De omwindselbladen zijn kaal of viltig behaard.
De vrucht is een kaal nootje met geelwit tot licht strokleurig vruchtpluis.

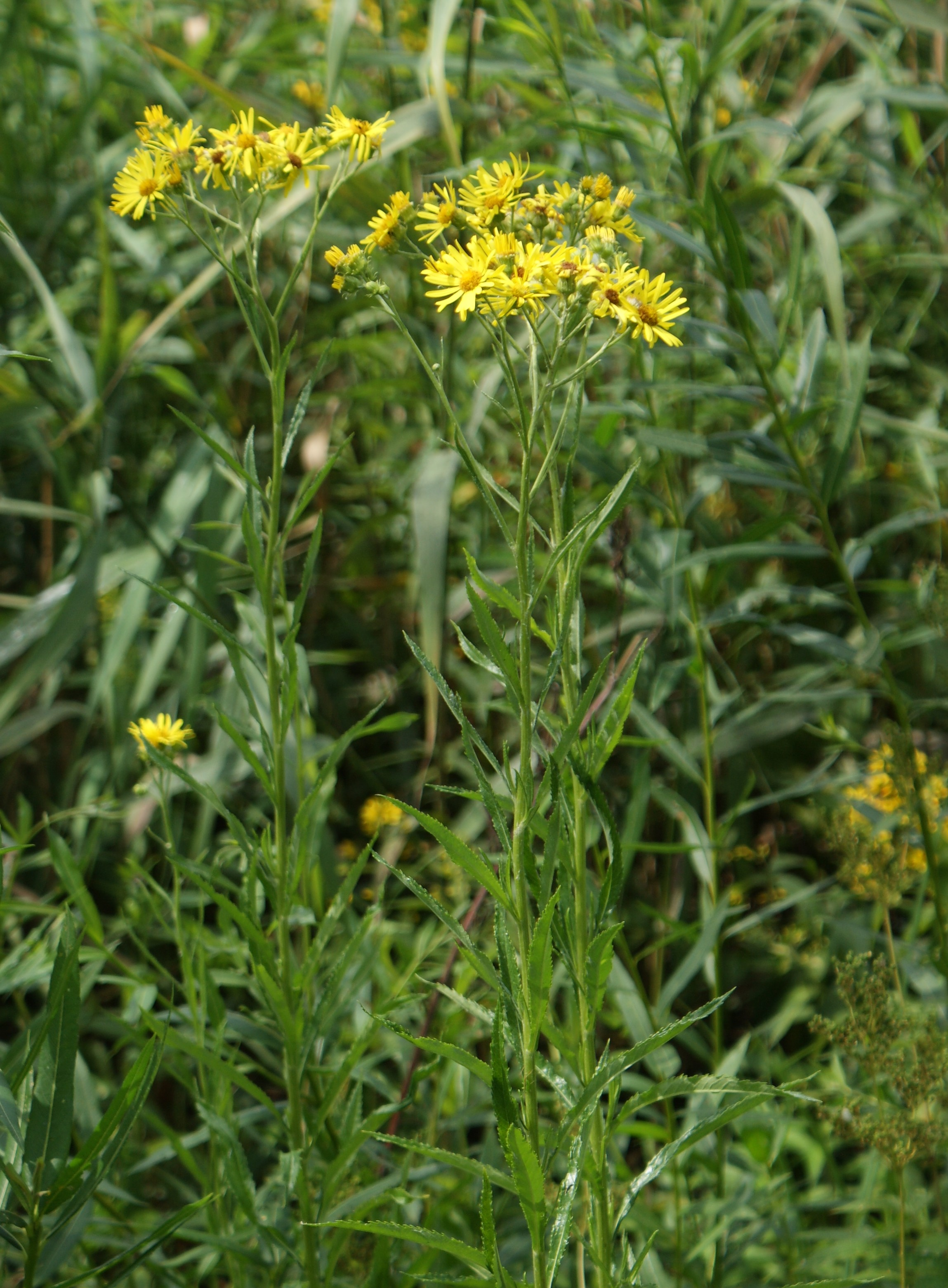
Planten
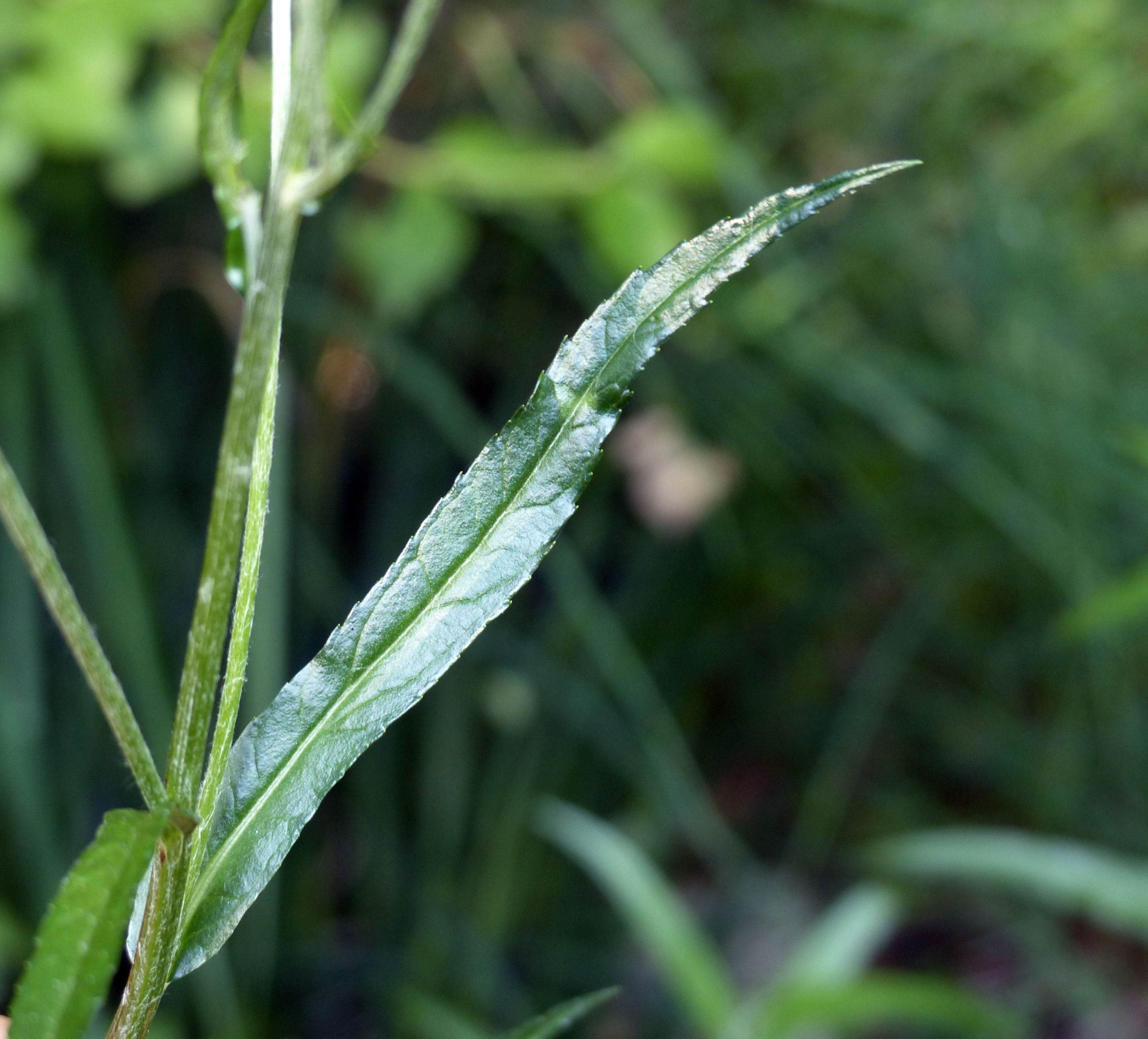
Voorkant blad
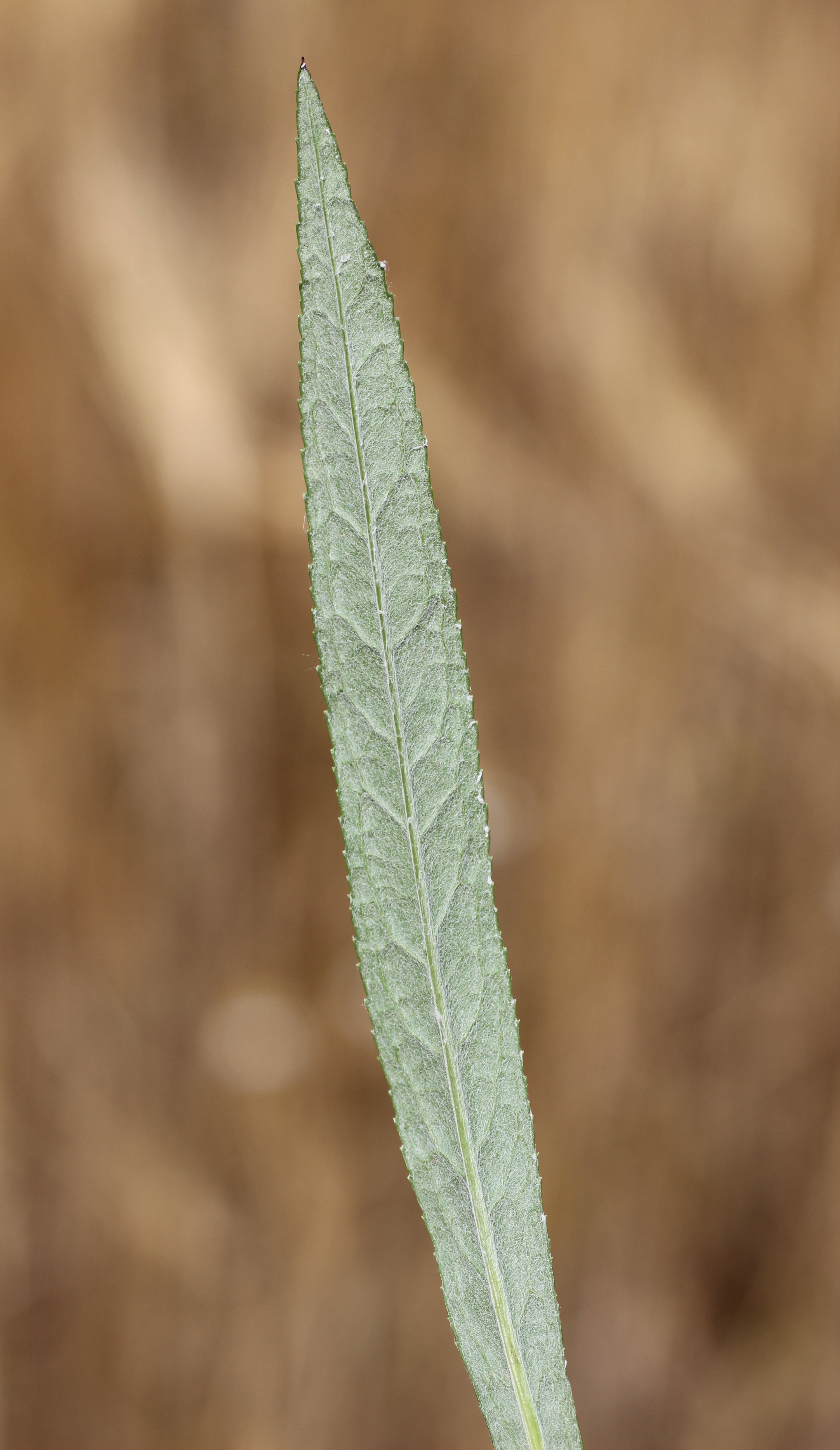
Achterkant blad
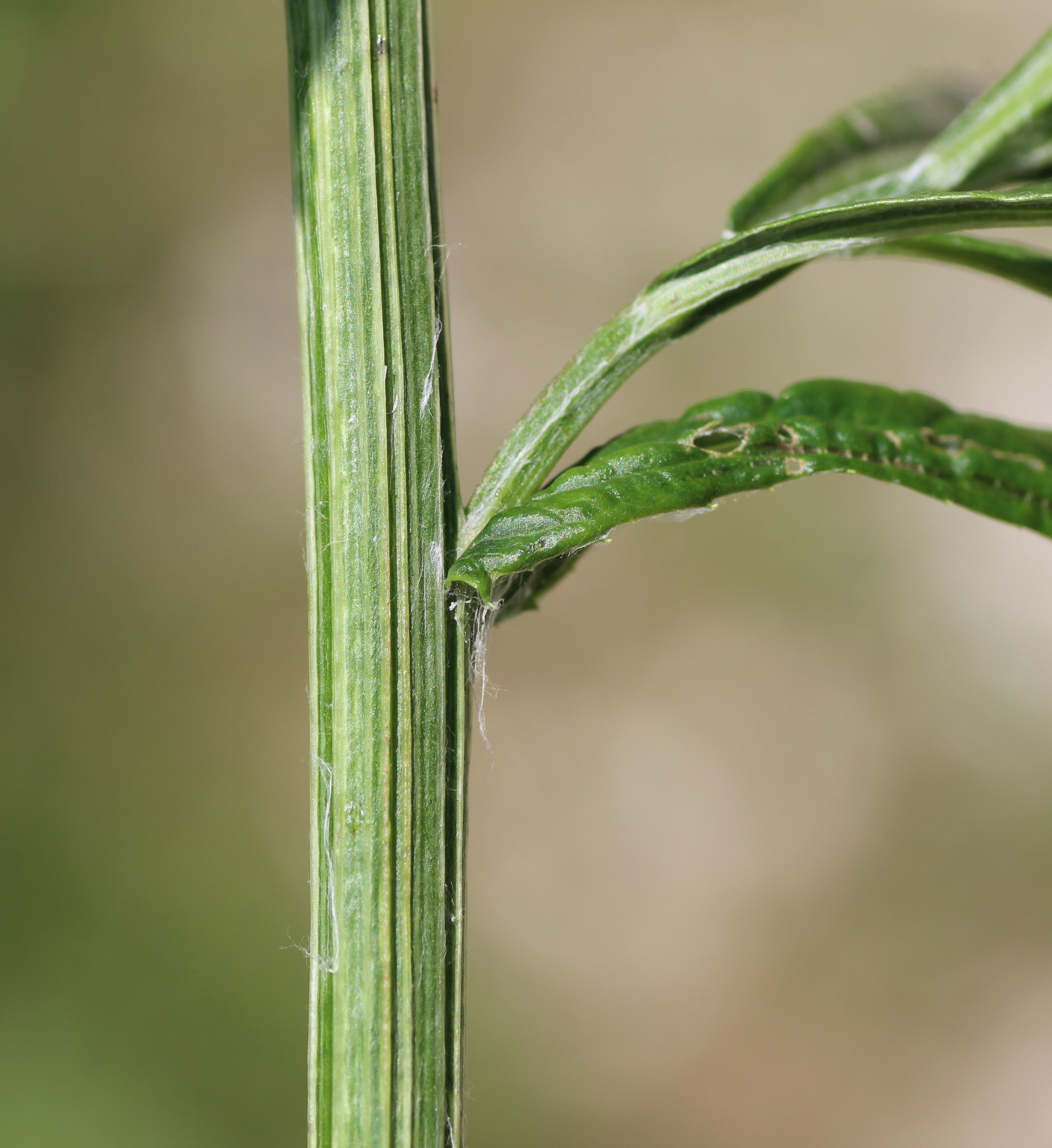
Stengel
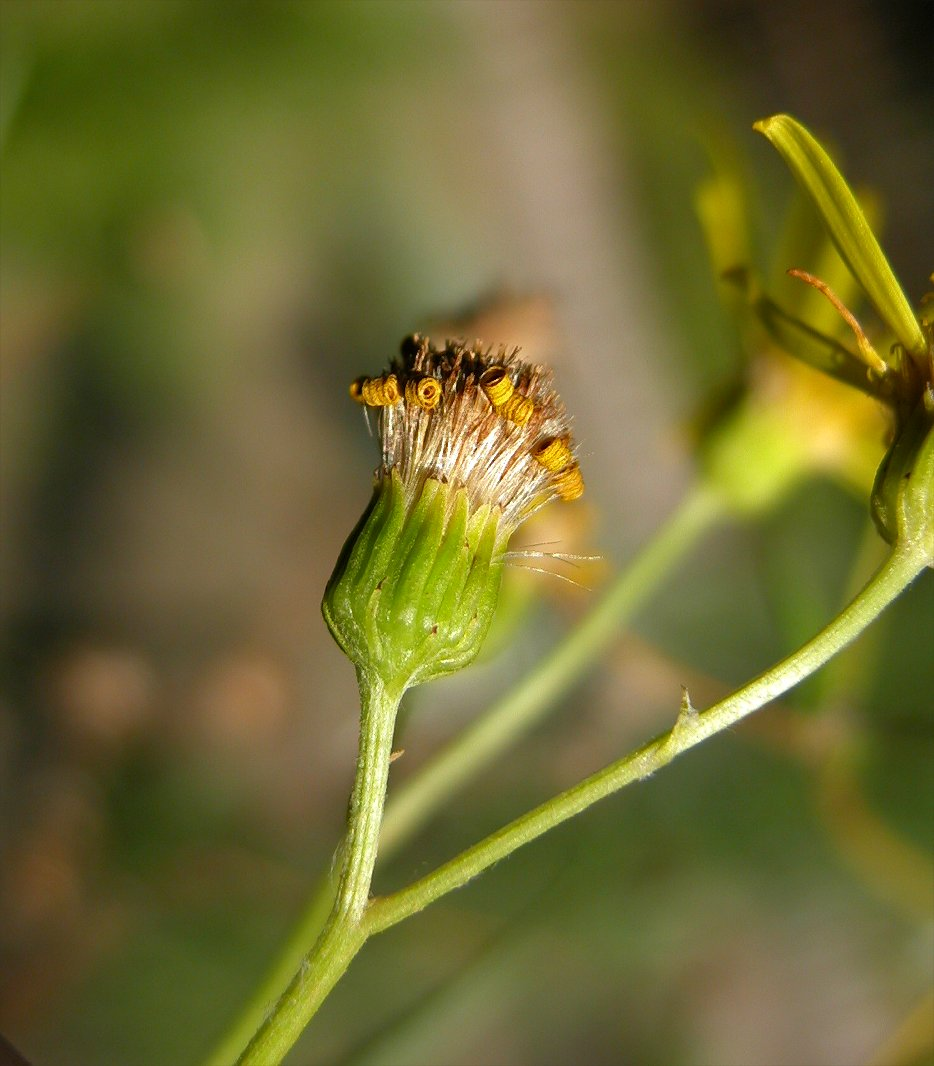
Omwindsel
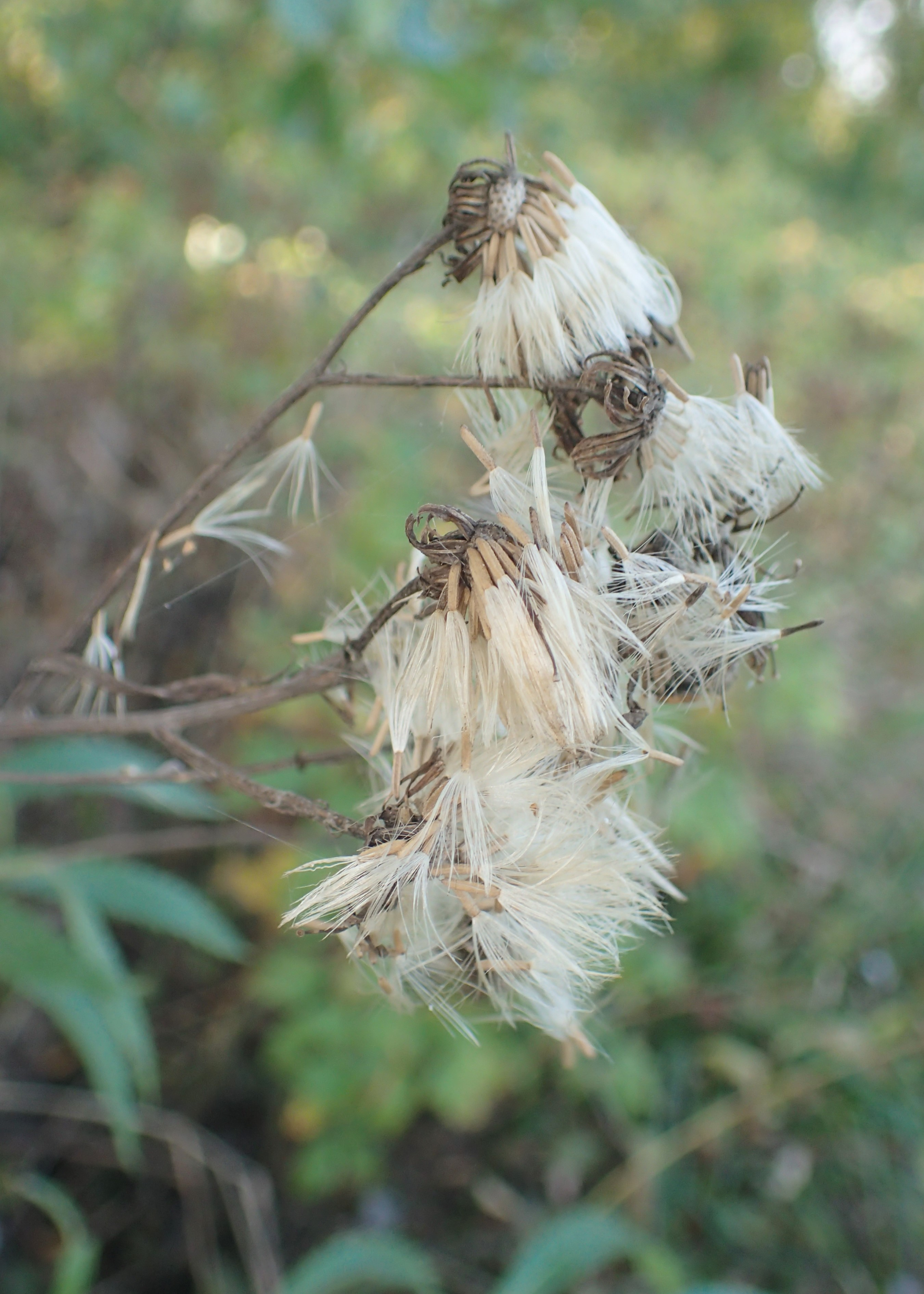
Vruchten

De soort groeit in uiterwaarden, aan oevers, in moerassen, in spoorweggreppels en in grasland.